# Mistrzostwa Polski w Biathlonie 1999
33. Mistrzostwa Polski w biathlonie odbyły się w 1999 roku w Dusznikach-Zdroju. Rozegrano osiem konkurencji: cztery konkurencje męskie: bieg indywidualny na dystansie 20 kilometrów, bieg sprinterski na dystansie 10 kilometrów, pierwszy raz w historii bieg na dochodzenie na 12,5 kilometrów i sztafetę 3 x 7,5 kilometrów (wyjątkowo trzech zamiast czterech zawodników) oraz cztery konkurencje kobiece: bieg indywidualny na dystansie 15 kilometrów, bieg sprinterski na dystansie 7,5 kilometrów, pierwszy raz w historii bieg na dochodzenie na dystansie 10 kilometrów i sztafetę 3 x 7,5 kilometrów. 

## Terminarz i medaliści
| Data | Konkurencja                  | Złoto                                                         | Srebro                                                              | Brąz                                                             |
| 1999 | Bieg indywidualny mężczyzn   | Tomasz Sikora Dynamit Chorzów                                 | Wojciech Kozub Legia Zakopane                                       | Krzysztof Topór Legia Zakopane                                   |
| 1999 | Bieg sprinterski mężczyzn    | Tomasz Sikora Dynamit Chorzów                                 | Wojciech Kozub Legia Zakopane                                       | Krzysztof Topór Legia Zakopane                                   |
| 1999 | Bieg na dochodzenie mężczyzn | Tomasz Sikora Dynamit Chorzów                                 | Wojciech Kozub Legia Zakopane                                       | Krzysztof Topór Legia Zakopane                                   |
| 1999 | Sztafeta mężczyzn            | Legia Zakopane Wiesław Ziemianin Wojciech Kozub Jan Ziemianin | Legia Zakopane Robert Ponikwia Krzysztof Topór Grzegorz Grzywa      | Legia Zakopane Bartłomiej Ponikwia Andrzej Jarosz Piotr Rogalski |
| 1999 | Bieg indywidualny kobiet     | Agata Suszka Dynamit Chorzów                                  | Magdalena Gwizdoń KKS Bielsko-Biała                                 | Iwona Daniluk MKS Karkonosze Jelenia Góra                        |
| 1999 | Bieg sprinterski kobiet      | Agata Suszka Dynamit Chorzów                                  | Anna Stera MKS Duszniki-Zdrój                                       | Magdalena Grzywa Legia Zakopane                                  |
| 1999 | Bieg na dochodzenie kobiet   | Agata Suszka Dynamit Chorzów                                  | Anna Stera MKS Duszniki-Zdrój                                       | Magdalena Gwizdoń KKS Bielsko-Biała                              |
| 1999 | Bieg sztafetowy kobiet       | Dynamit Chorzów Agata Suszka Patrycja Szymura Aldona Sobczyk  | MKS Karkonosze Jelenia Góra Iwona Daniluk Monika Rżany Joanna Chwal | Legia Zakopane Beata Kiełtyka Dorota Chudzik Iwona Grzywa        |